# Stockholm Skateathon
Stockholm Skateathon var ett skateboardlopp åren 2014–2016. Första upplagan gick av stapeln den 19 juli 2014 med start och mål i Rålambshovsparken och Kungsholmen runt i en sträcka av 8 kilometer. 
Deltagarna var indelade i motions- och elitklasser. Alla typer av skateboards var tillåtna, enda kravet var att det skulle vara en bräda med fyra hjul (samt en hjälm på huvudet om man var under 15 år).
Stockholm Skateathon planerades att bli ett årligt arrangemang, och hölls även 29 augusti 2015 och 19 juli 2016.

## Bildgalleri från Norrmälarstrand och Stockholm Skateathon 2014

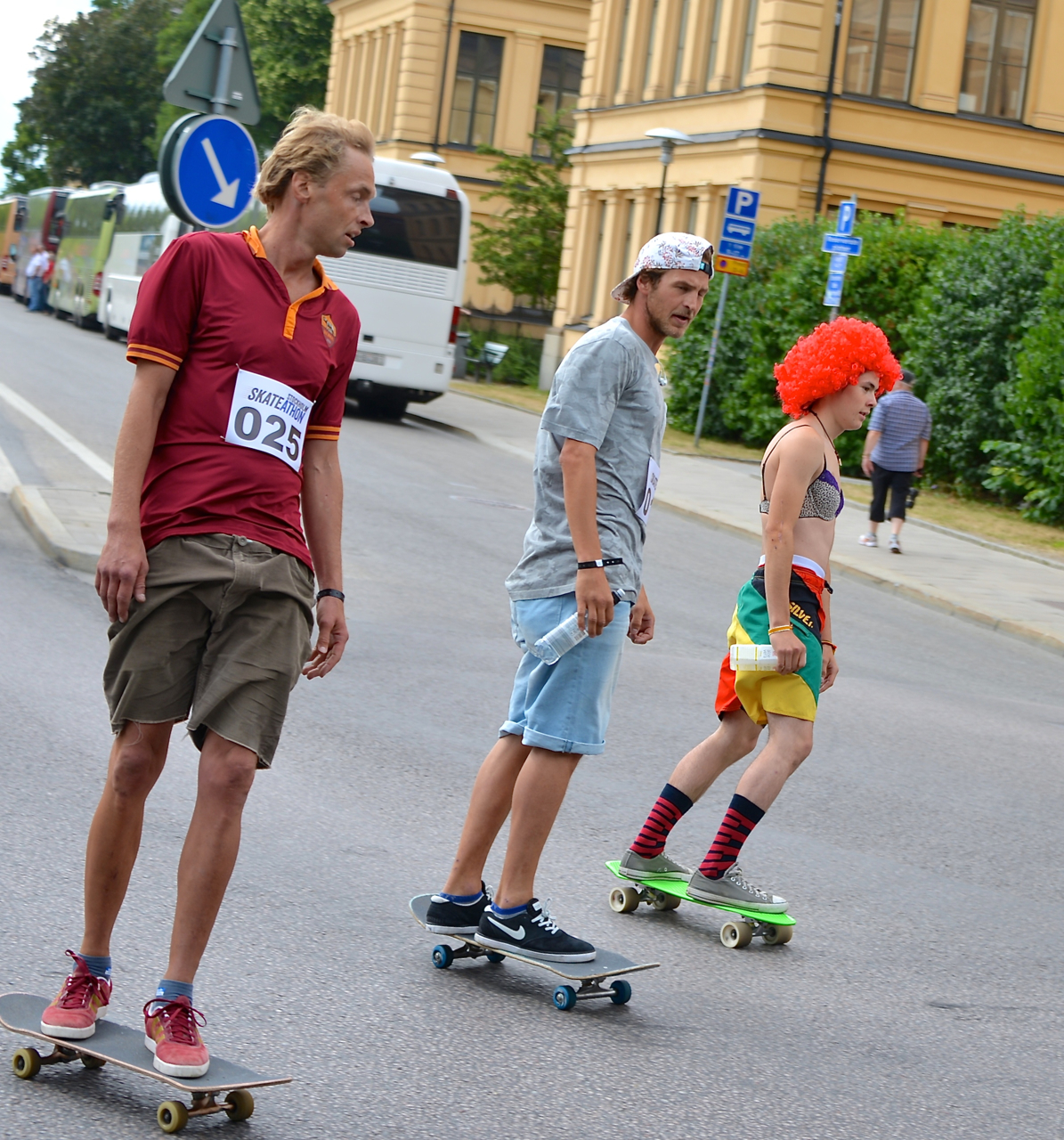
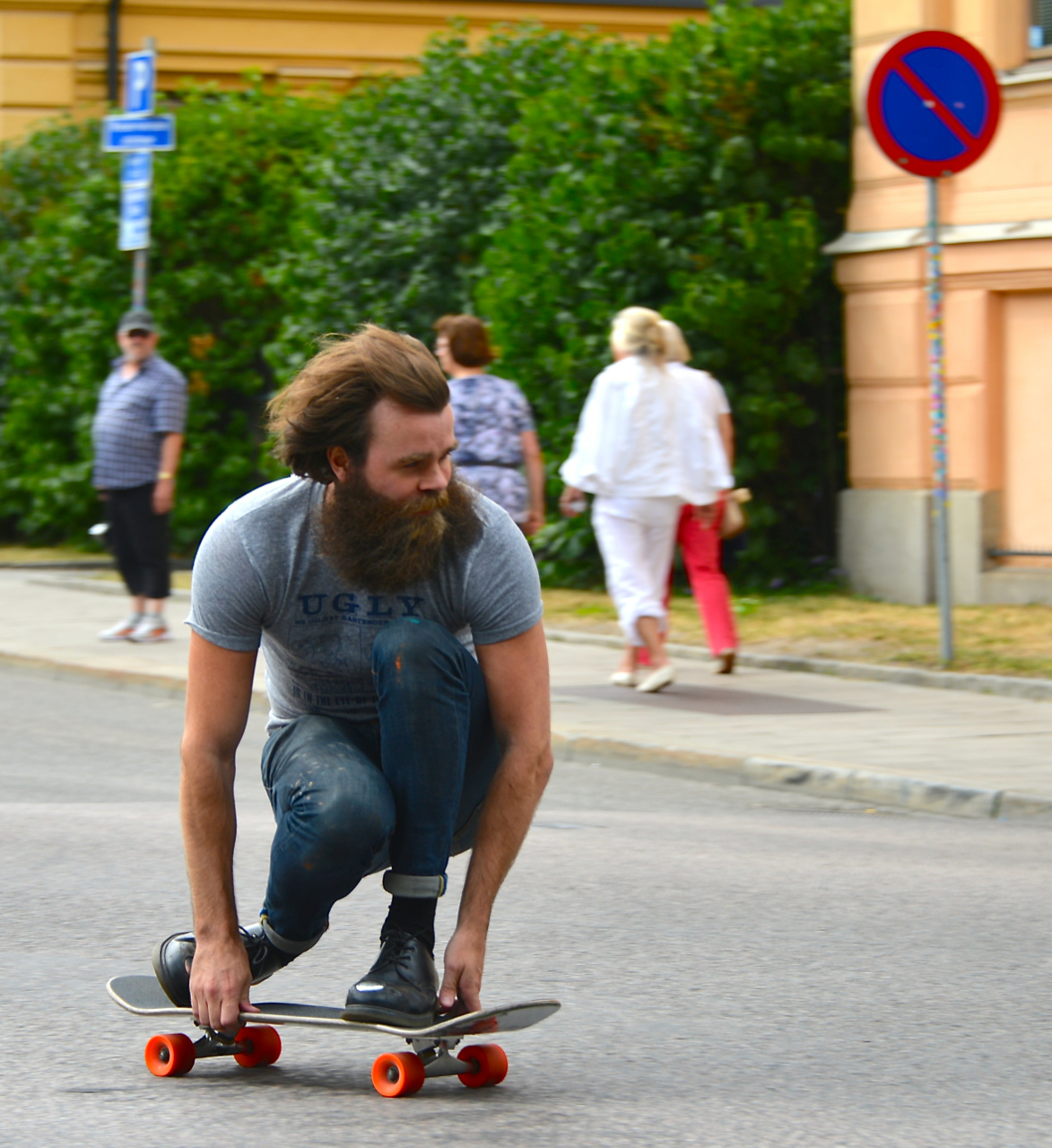
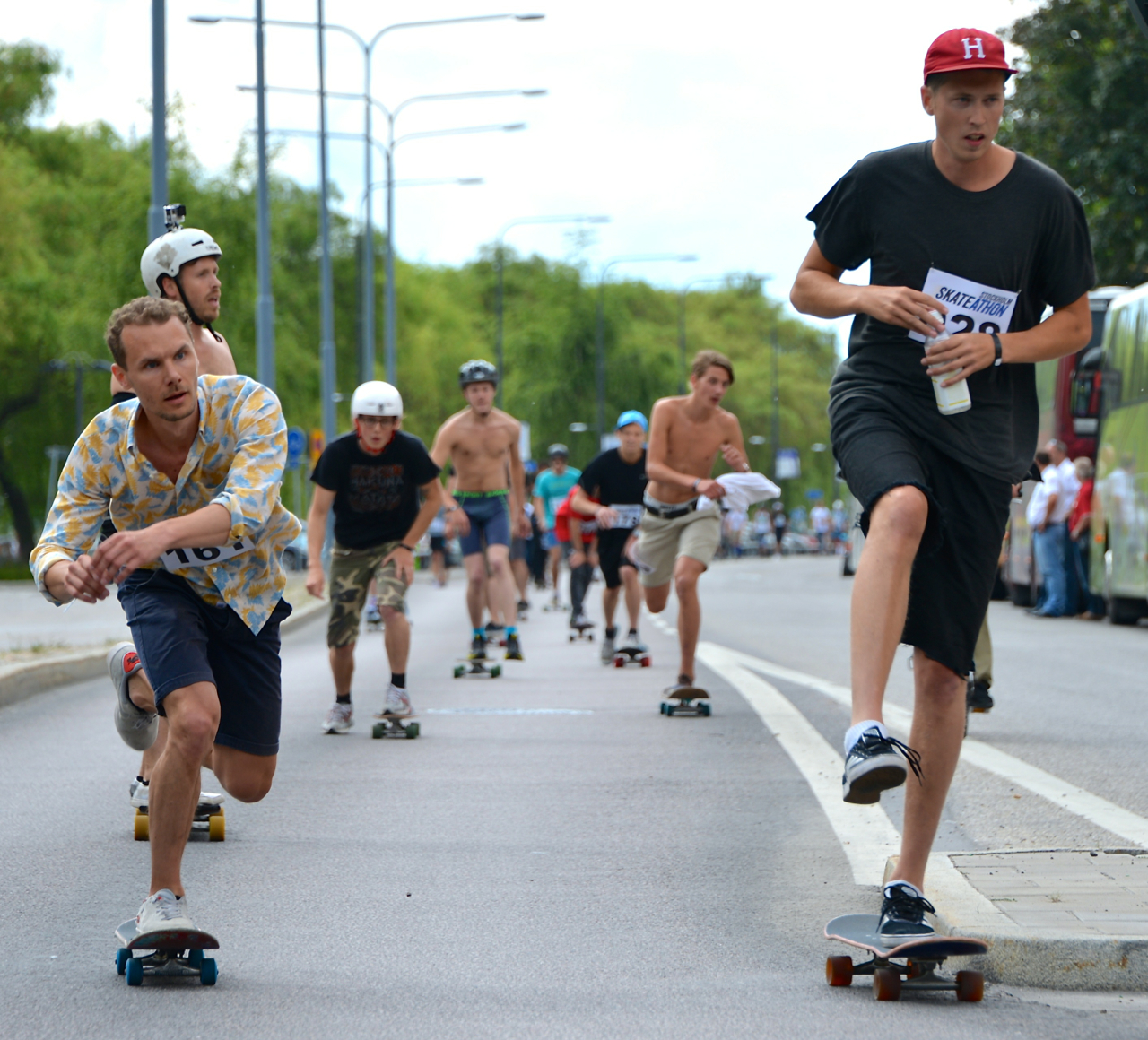
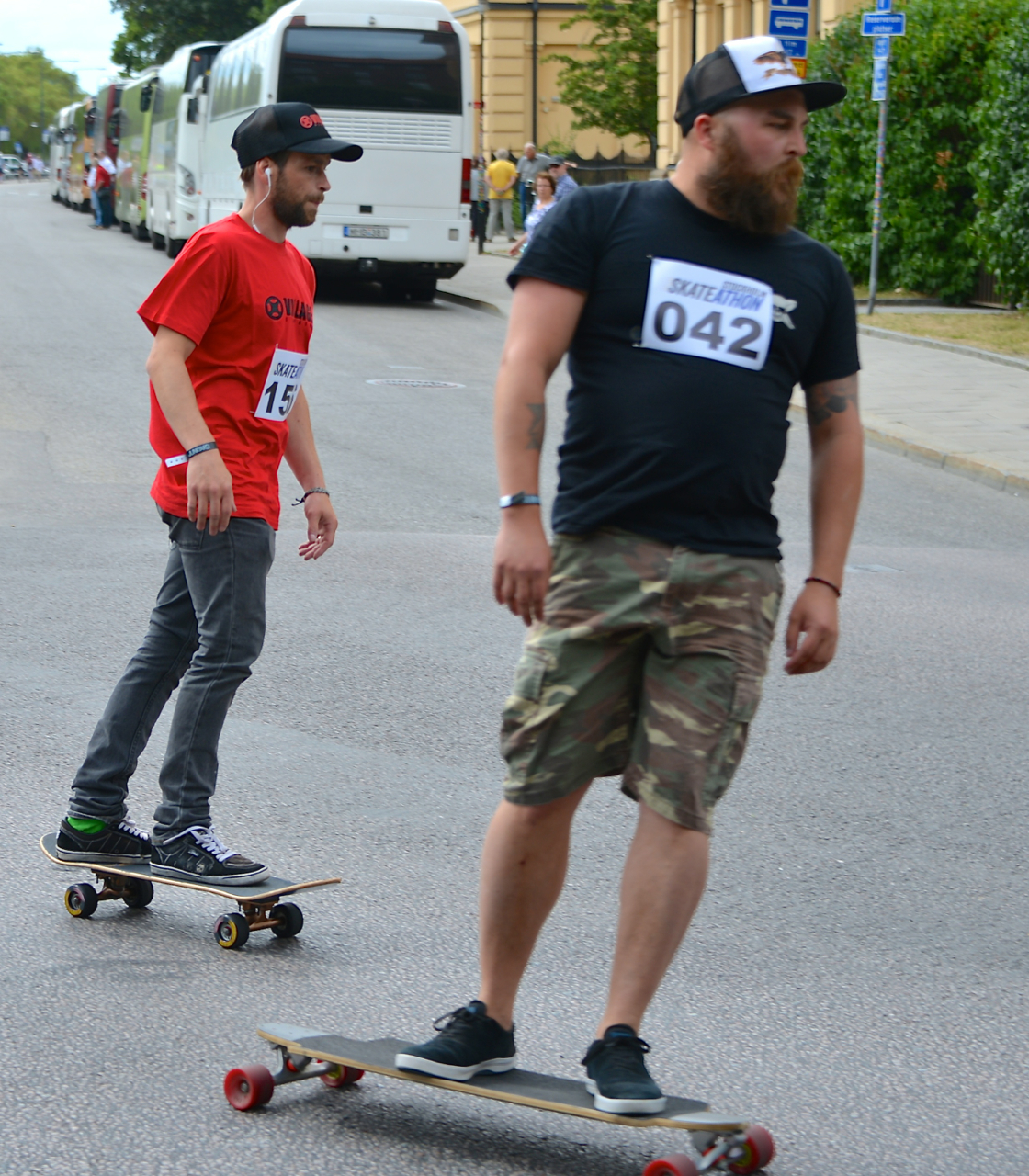
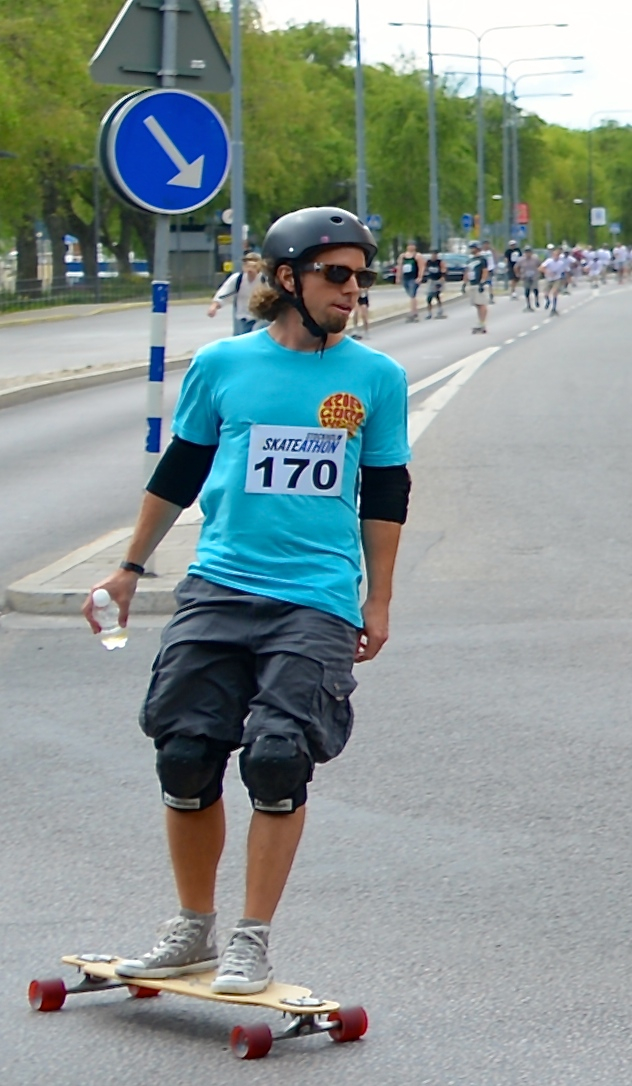
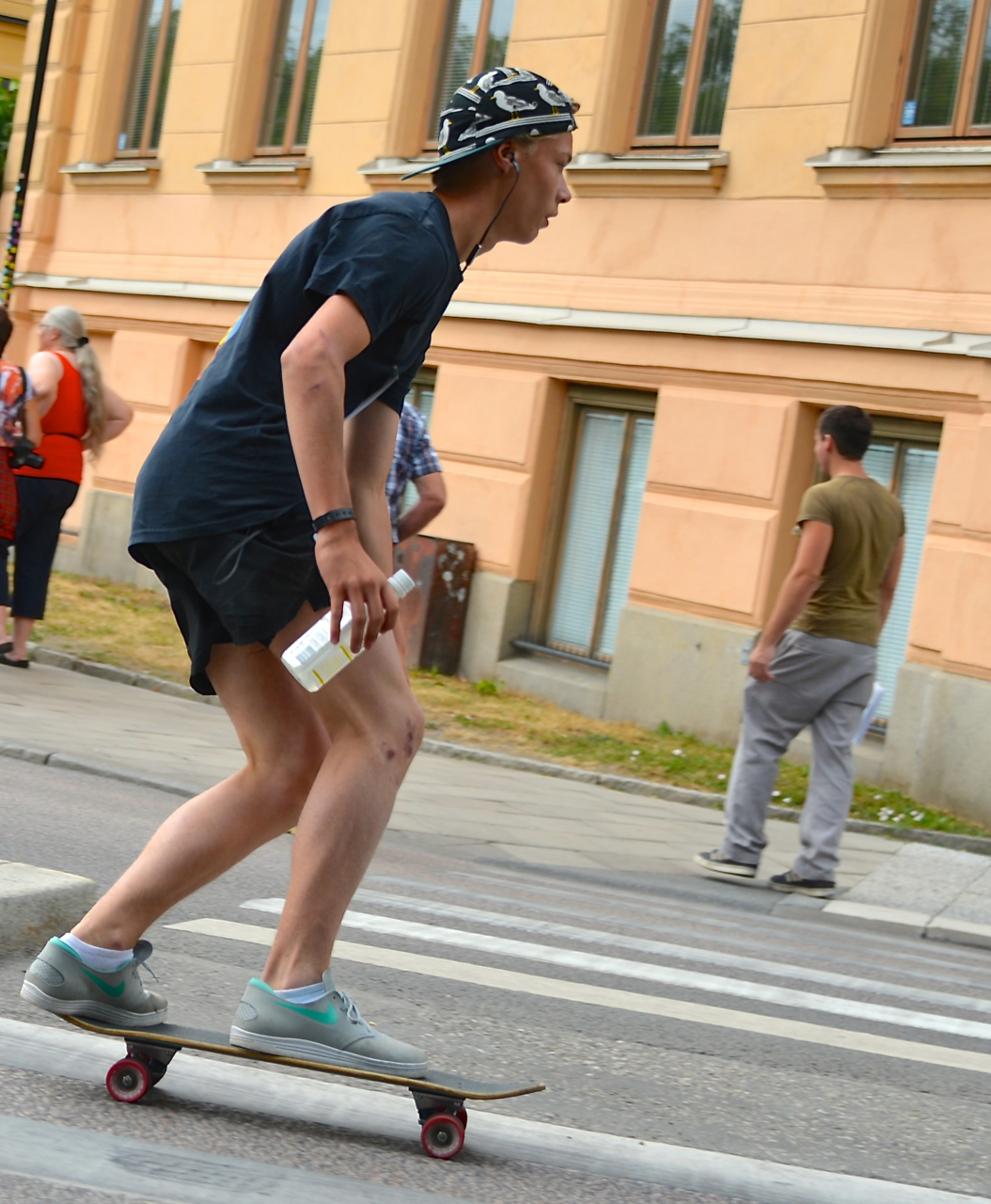